# つくばインターナショナルスクール
つくばインターナショナルスクール（Tsukuba International School、通称TIS）は、茨城県つくば市上郷にあるインターナショナル・スクールである。2009年に茨城県より認可を受け、学校法人つくばグローバルアカデミー（TSUKUBA GLOBAL ACADEMY）が運営している。2011年11月に、国際バカロレアプライマリーイヤープログラム（PYP）の認定校となった。

## 概要
国際都市であるつくば市で、外国人研究員の子弟等、英語を基礎とした教育を必要とする子供たちのために、1992年に設立された。プライマリーイヤー課程（3～10歳）、ミドルイヤー課程（11～15歳）があり、日本語クラスを除くすべての授業を英語で行っている。2014年9月より、アッパーイヤー課程（16,17歳）も増設され、大学入学前まで在籍が可能となる。豊かな自然環境の中、温もりあふれるログハウス風校舎で、約20ヶ国、200名以上の生徒が学んでいる。

## 所在地
〒300-2645　茨城県つくば市上郷7846-1